# Arata Isozaki
Arata Isozaki em japonês:  磯崎新, (Oita, 23 de julho de  1931 – 29 de dezembro de 2022) foi um arquiteto e urbanista japonês. 
Considerado o primeiro arquiteto japonês a desenvolver seu trabalho em uma escala verdadeiramente global, era discípulo de Kenzo Tange. Recebeu a medalha de ouro do RIBA em 1986 e o Prêmio Pritzker em 2019, tendo mais de 100 obras construídas, em praticamente todos os continentes.

## Biografia
Isozaki nasceu em Oita, na ilha de Kyushu, em 1931, crescendo em um Japão pós-Segunda Guerra Mundial. O bombardeio nuclear de Hiroshima e Nagasaki foi um evento determinante para a escolha de sua carreira.
| “ | Não havia arquitetura, nem edifícios e nem mesmo uma cidade. Apenas quartéis e abrigos me cercavam. Então, minha primeira experiência em arquitetura foi o vazio da arquitetura, e comecei a considerar como as pessoas poderiam reconstruir suas casas e cidades. | ” |

Era o filho mais velho de Moji Isozaki, empresário e poeta haicai, e de Aiko Miyawaki, uma escultora. Após terminar o colegial, seu pai, Moji, mudou-se para a China, onde se formou em Toa Doubun Shoin, voltando ao Japão, onde assumiu o negócio de arroz e transporte marítimo da família, fundando a Oita Godo Truck em 1924, do qual foi presidente após a guerra. Em 1945, sua mãe morreu em um acidente de trânsito.
Estudou na Oita Uenogaoka High School e em 1954 formou-se em arquitetura e engenharia pela Universidade de Tóquio. Logo entrou no doutorado pela mesma universidade. Trabalhou com o também arquiteto Kenzo Tange antes de abrir seu próprio escritório de arquitetura em 1963.
Seus primeiros projetos foram influenciados pelas experiências europeias com um estilo misto que variava entre o novo brutalismo e metabolismo. Seu estilo continuou a evoluir para um estilo próprio, mais próximo do estilo modernista como a Art Tower de Mito (1986–90) e a Biblioteca Central de Kitakyushu (1973–74).
Em 1985, ele criou o interior do clube New York City's Palladium, seu primeiro projeto internacional. Seu segundo projeto internacional, que elevou seu nome fora do Japão, foi o projeto do Museu de Arte Contemporânea de Los Angeles (MOCA), terminado em 1986.
Em 2005, Isozaki abriu uma filial de seu escritório na Itália, o Arata Isozaki & Andrea Maffei Associates. Dois grandes projetos saíram deste escritório: a nova biblioteca municipal de Maranello e Allianz Tower, em Milão.
Apesar de projetar edifícios dentro e fora do Japão, Isozaki às vezes era descrito como um arquiteto que se recusava a ficar preso a um estilo arquitetônico, destacando "como cada um de seus projetos é uma solução específica nascida do contexto do projeto".
Por seu trabalho inovador, Isozaki foi premiado com o Prêmio Pritzker de Arquitetura em 2019.

## Morte

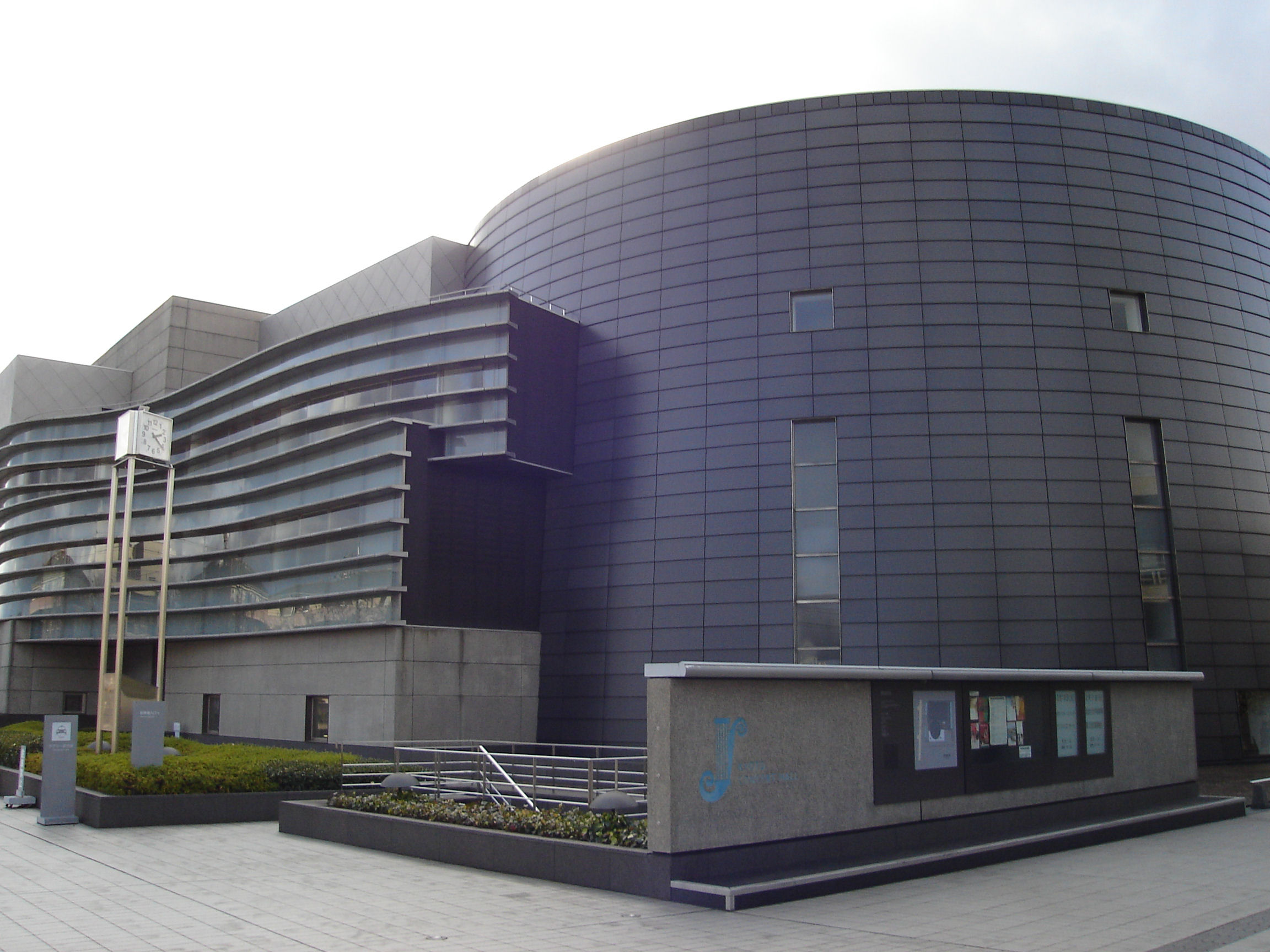
Sala de Concertos de Quioto

Isozaki morreu em 29 de dezembro de 2022, aos 91 anos, em Tóquio.

## Trabalhos notáveis
- COSI Columbus, Columbus Ohio Estados Unidos
- Sala de Concertos de Quioto, Quioto, Japão
- Biblioteca Municipal de Ōita, Ōita, Japão
- Museu de Arte Contemporânea, em Los Angeles, Estados Unidos
- Art Tower Mito, 1990
- Palau Sant Jordi para os Jogos Olímpicos de Verão de 1992, em Barcelona, Espanha
- Team Disney Orlando, Florida, Estados Unidos
- Novo edifício da Câmara Municipal de Tóquio, Japão
- Torino Palasport Olimpico, Turim, Itália
- Centro de arte e Tecnologia Japonesa, Cracóvia, Polónia
- Casa do Homem, Corunha, Espanha
- Universidade Bond, Gold Coast, Queensland, Austrália

## Projetos de universidades
Em agosto de 2007 encontravam-se em fase de plano três campi universitários da  Universidade da Ásia Central em Tekeli, Cazaquistão; Naryn, Quirguistão; e Khorog, no Tajiquistão.

## Galeria

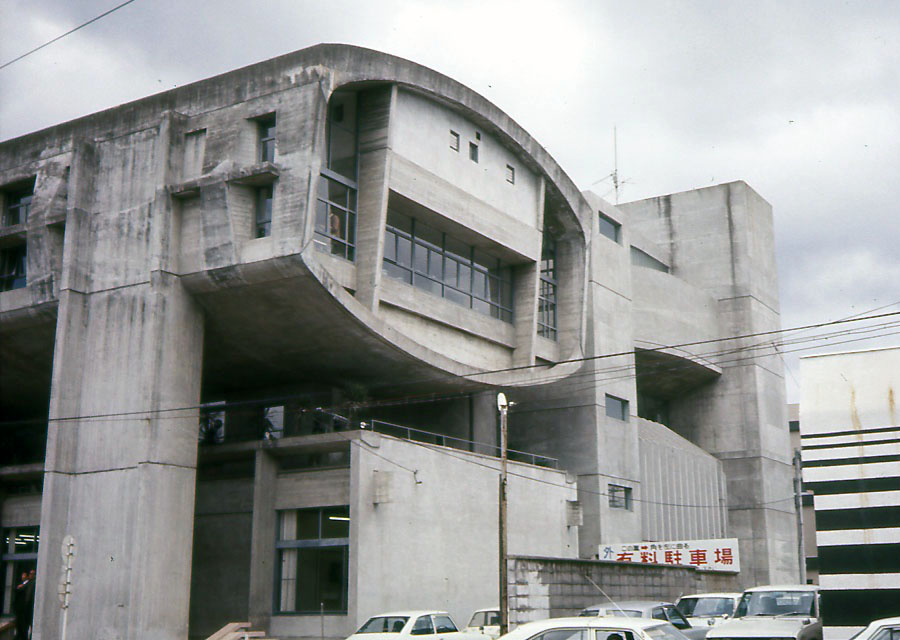
Um dos primeiros projetos de Isozaki, Oita Medical Hall (1959-1960), "misturou Novo Brutalismo e Arquitetura Metabolista", de acordo com um crítico
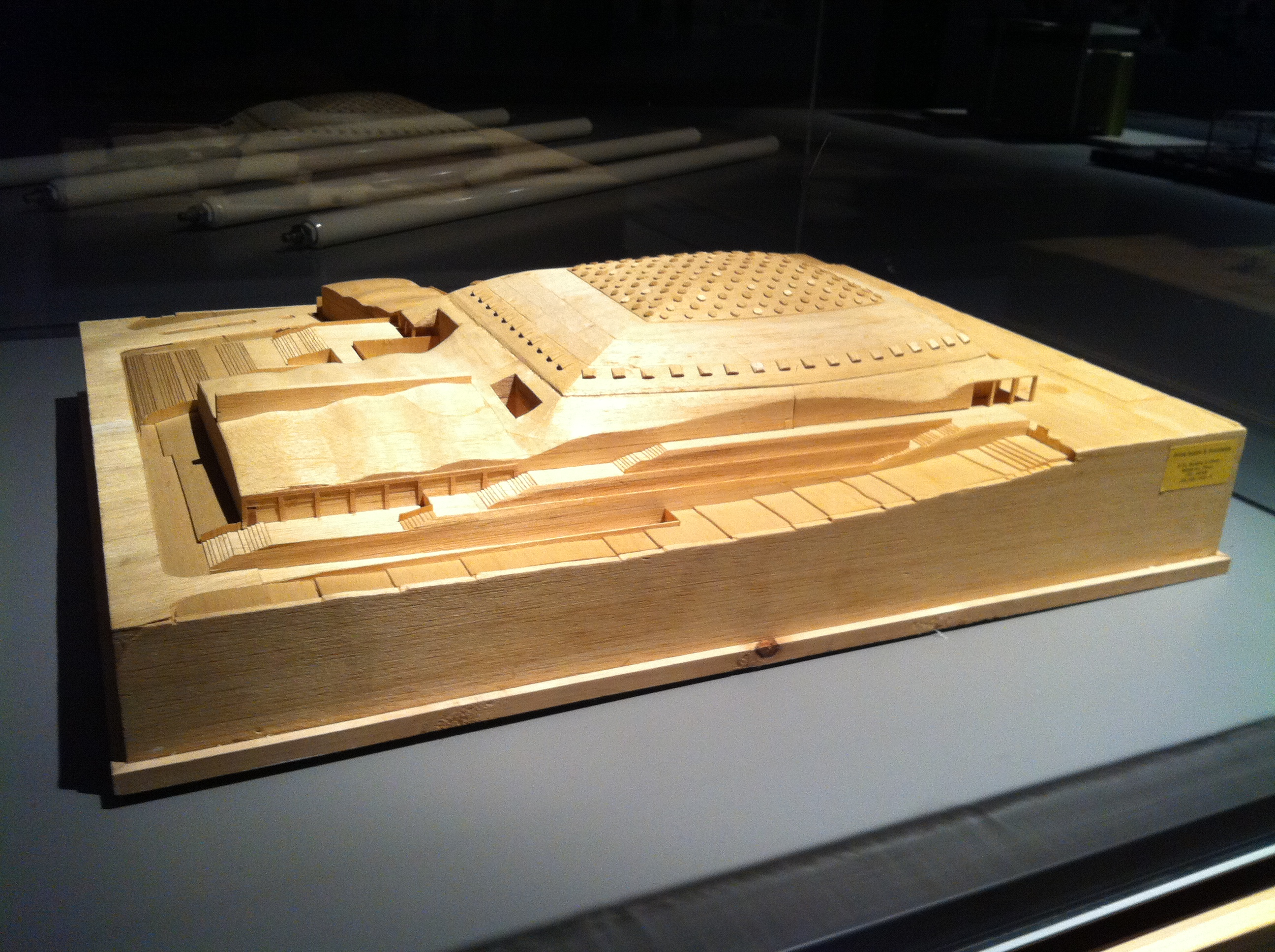
Modelo de de Isozaki para o Palau Sant Jordi
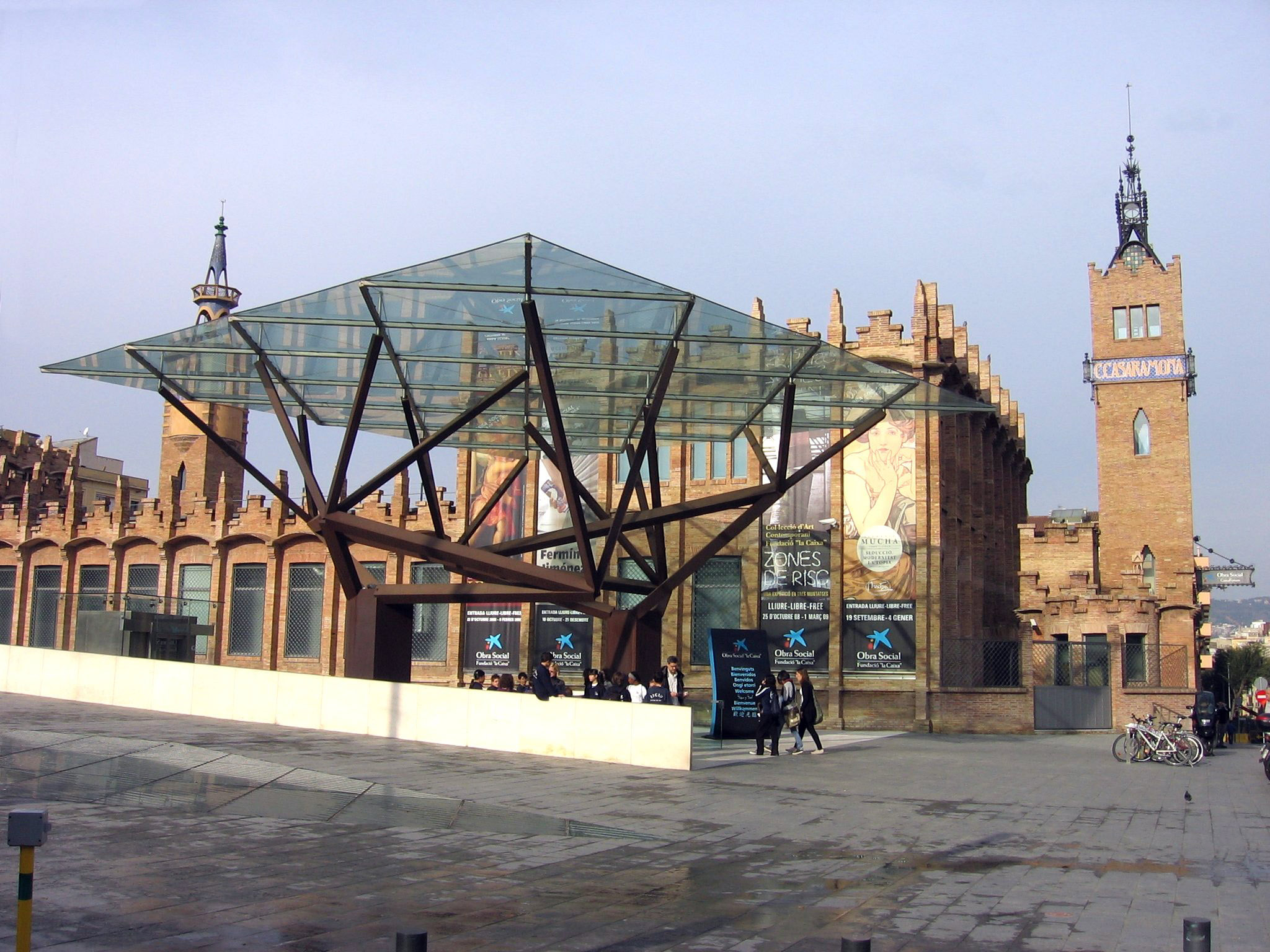
Entrada no Caixa Forum Barcelona (2001)
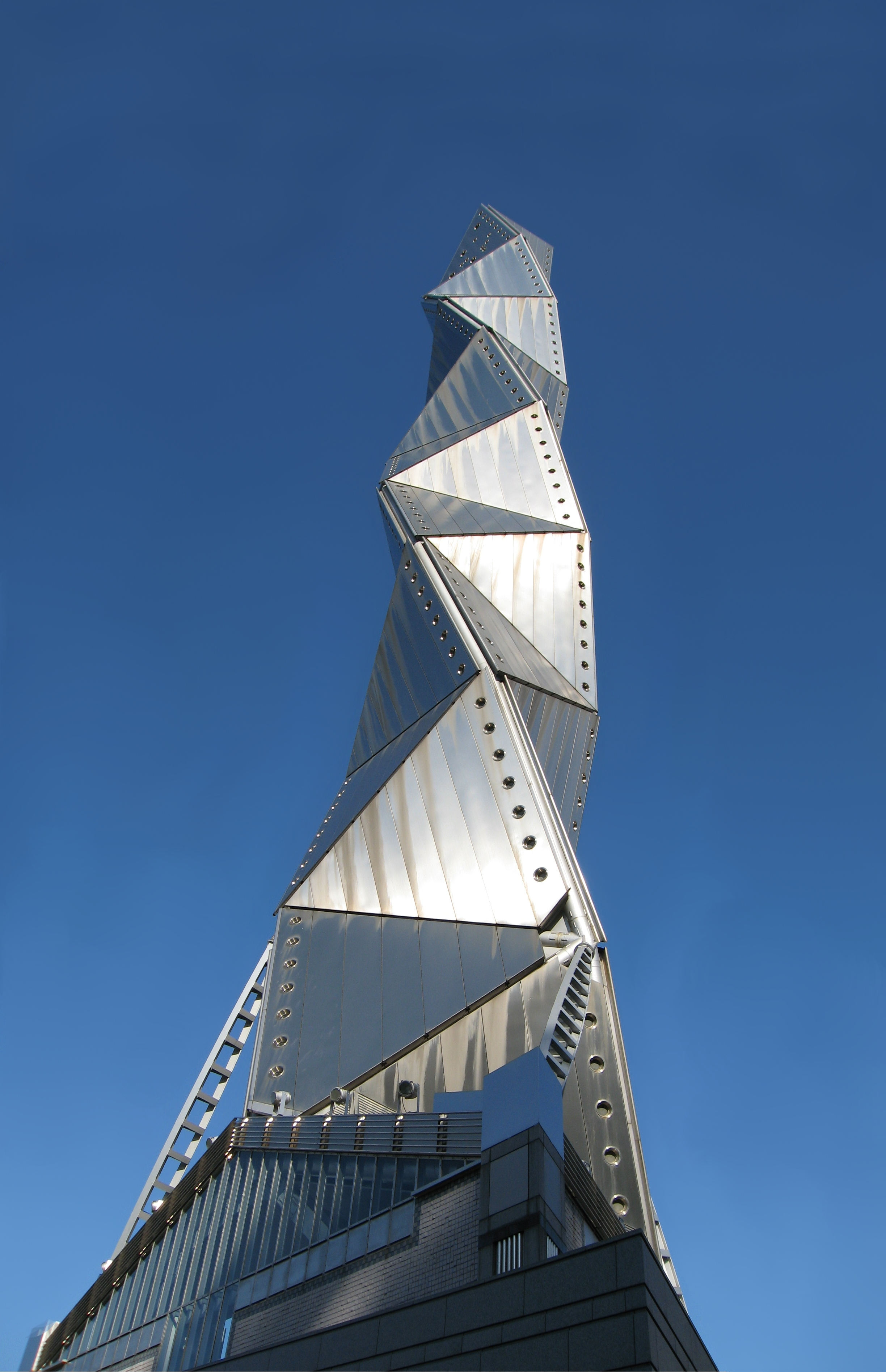
Torre de Arte em Mito, Ibaraki (1990)

## Premiações
- Annual Prize, Architectural Institute of Japan - 1974
- Mainichi Art Award - 1983
- RIBA Gold Medal - 1986
- International Award “Architecture in Stone” - 1987
- ArnoldW.BrunnerMemorial Prize of the American Academy and Institute of Arts and Letters - 1988
- Chicago Architecture Award - 1990
- Honor Award, the American Institute of Architects - 1992
- RIBA Honorary Fellow - 1994.
- The ECC Award - 2012 for his Venice installation Zhongyuan.[10][11]
- Prémio Pritzker - 2019